# Deáki Filep Sámuel (lelkész)
Idősebb Deáki Filep Sámuel (Dés, 1713 – Kolozsvár, 1767) református lelkész.

## Élete
Deáki Filep József fia, Deáki Filep Pál testvére volt. 1738-ban Leidenben, 1739-ben Utrechtben tanult az egyetemen. 1740-től Kolozsváron volt káplán, 1748-tól ugyanott lelkész.

## Munkái
1. Sokféle nyomorúságokkal teljes rövid élet, melyet gróf Toldalagi Erzsébet, Fekete Sámuel özvegyének példájában az utolsó tisztesség alkalmatosságával adott elő. Kolozsvár, 1758.
2. Az Istenhez közeljárókra bocsáttatni szokott csapásoknak titkos uta, melyről gr. Rhédei Zsigmond koporsója felett élő nyelvvel prédikállott. Uo. 1758.
3. Ama jó- és bölcs atyának a Salamonnak példájából tanult idvességes tanácsadás, melyet Kabos Ferencz eltakaríttatása alkalmával prédikállott. Uo. 1759.
4. Az Isten szent akaratjából magát megnyugatató, de pihenést óhajtó keresztyén ember, melyről is midőn… gróf széki Teleki Mihály… az Urban elaluvék… beszélgetett… 1762. jun. 13., Uo. 1763. (Keserves szenvedésnek és békességes türésnek nevezetes példája cz. Dési H. István, Verestói György és Incze István prédikácziójával együtt.)
5. A maga büneiből a Kristus által megtisztíttatott, Jesussához való szeretetét példás gazdálkodásival nyilván megbizonyított igaz és valóságos Poliksena. uo., 1765. (Báró Vesselényi Polixena, l. b. Kemény Simon hitvese végtisztességén 1764. jun. 3. tartott beszéd. Drága virtusokból épült örök emlékezetnek oszlopa cz. Huszti György, Incze Mihály és Zoványi Mihály prédikácziójával együtt.)
6. Valóságos izraelita és álnokság nélkül való igaz Natánael. Uo. 1765. (Gróf Rhédei Pál eltemettetésekor 1765. decz. 9. mondott halotti tanítás. Atyafiui szeretetnek… oszlopa cz. Incze István prédikácziójával együtt).
7. A maga világi harczát megharczolt Pályafutását elvégezett és hitet megtartott Jesus igaz hivének… megadatandó igazság koronája. Uo. 1766. (Gróf Rádai Eszter, gróf Teleki László élete párjának temetésén Gernyeszegen 1764. jun. 17. mondott prédikáczió. Ama mennyei királynak arany vesszejével megillettetett… s az Isten házáért buzgó kegyes Esther cz. Málnási László, Incze István és Bod Péter prédikácziójával együtt.)
8. Amaz Istentől formáltatott első Ádámnak esete alkalmatosságával nyilván kitetszett változandóság, melyről gróf Nemes Ádám hideg teste felett tanítást tett. Uo. 1766.
9. Egy drága kövekkel tündöklő s ékeskedő koronának elesése. Azaz. halotti tanítás, melyel széki gr. Teleki III. Sándor urfi halála felett szüleinek fájdalmát enyhíteni igyekezte. Nagy-Enyed, 1767.